# Смирнов Леонід Васильович (лікар)
Леоні́д Васи́льович Смирно́в (13 вересня 1856–1918) — хірург, доктор медицини, батько відомого нейрохірурга, психіатра, академіка, санскритолога Бориса Леонідовича Смирнова.
Леонід Смирнов походив з дворян Сосницького повіту Чернігівської губернії, володів маєтком у селі Козляничі.

## Освіта
У 1884 закінчив медичний факультет Харківського університету.
12 лютого 1900 захистив дисертацію з проблем офтальмології в Імператорській військово-медичної академії, удостоєний звання доктора медицини.

## Кар'єра
Працював земським лікарем Сосницького повіту. За заходи з припинення сибірки, що з'явилася у худоби та людей у селах Кудрівка та Волинка йому була оголошена подяка від Сосницької земської управи.
На 1889–1892 обирався гласним Сосницького земського зібрання.
У подальшому впродовж кількох років його медична діяльність була пов'язана з Миколаївською губернією.
Постановою піклувальної ради Миколаївської міської лікарні від 31 жовтня 1900 Леонід Смирнов визначений на посаду головного лікаря, а 18 січня 1901 на цій посаді був затверджений Миколаївським градоначальником.
Будучи досвідченим хірургом, Леонід Смирнов суміщав посаду головного лікаря Миколаївської міської лікарні з завідуванням хірургічним відділенням.

## Арешт і заслання
На початку 1906 за розпорядженням тимчасового Миколаївського генерал-губернатора був заарештований за звинуваченням у революційній діяльності. Підставою для арешту стали відомості, зібрані таємною агентурою жандармського корпусу. У них зазначалося про те, що Леонід Васильович Смирнов, головний лікар Миколаївської міської лікарні є членом організації соціалістів-революціонерів, веде пропаганду в міській лікарні та серед інтелігентної частини м. Миколаєва, в квартирі своїй влаштовує сходки революційних організацій і, що на його квартирі був вироблений план арешту всіх посадових осіб 19 жовтня минулого (1905) року та заснування у м. Миколаєві тимчасового революційного уряду. Також повідомлялося, що на мітингу 18 жовтня 1905 р. він виголосив промову обурливо революційного характеру.
Генерал-губернатор 17 січня 1906 р. звернувся до міністра внутрішніх справ Російської імперії з проханням дати дозвіл вислати Леоніда Смирнова за межі Миколаївського градоначальства, вважаючи його перебування в місті небезпечним і загрозливим громадському спокою.
Рішенням Особливої наради при МВС від 28 січня 1906 р. (тобто без суду та слідства) Леонід Смирнов засуджувався до висилки під нагляд поліції в Якутську область строком на 5 років.
Розпорядженням Миколаївської міської управи Леонід Васильович був звільнений з посади головного лікаря Миколаївської міської лікарні 6 лютого 1906 р. Про високий авторитет лікаря, повагу та довіру до нього свідчило звернення до міністра внутрішніх справ Петра Столипіна 75 хворих, які проходили лікування в міській лікарні та просили звільнити від покарання Леоніда Смирнова.
Незабаром в Петербурзі заговорили, що справа Леоніда Смирнова було розпочата з ініціативи жандармського полковника, який відчував неприязнь до лікаря.
Для перевірки відомостей, зібраних жандармською агентурою, зі столиці надіслали спеціального перевіряючого. Було проведено слідство, опитано свідків. У результаті, 26 березня 1906 р. міністр внутрішніх справ повідомив про скасування вироку Особливої наради, оскільки вина Леоніда Смирнова була «встановлена виключно даними агентурного характеру, які не могли бути перевірені», але і не були повністю спростовані показаннями свідків. Заарештованого було рекомендовано звільнити з-під варти та «поставити (йому) для науки попереднє утримання під вартою». На підставі цього 6 квітня 1906 р. Миколаївський тимчасовий генерал-губернатор розпорядився звільнити Леоніда Смирнова з-під варти, але наказав йому залишити Миколаїв вранці наступного дня, заборонивши повертатися в місто до скасування в ньому особливого становища (воно було введено у зв'язку з революційними заворушеннями і єврейськими погромами восени 1905 р.). На запит лікаря в міську Думу про те, чи зможе він зайняти посаду головного лікаря лікарні після того, як йому буде дозволено повернутися в місто, міський голова дав позитивну відповідь. За повідомленням Миколаївського поліцмейстера, Леонід Смирнов 7 квітня 1906 р. покинув Миколаїв і відбув до Петербурга. Через півроку з Петербурга був присланий запит про те, чи може бути дозволено доктору Леоніду Смирнову повернутися до Миколаєва, у відповідь на нього Миколаївський тимчасовий генерал-губернатор заявив, що не вважає за можливе дати такий дозвіл.

## Робота в Петербурзі
З 1907 і до своєї смерті в 1918 Леонід Смирнов працював хірургом у лікарнях Петербурга. Поховано його біля церкви в селі Козляничі.

## Сім'я
Був одружений з Софією Митрофанівною Демидівською, мав трьох синів: Володимира, Бориса, Олександра та доньку Ольгу.
Троє його синів також обрали професію лікаря.
Софія Митрофанівна — відома дитяча письменниця. Її літературний псевдонім Софія Козлєницька. Перу письменниці належать повісті для дітей. Свій збірник українських дум, пісень, легенд, перекладений на російську мову вона назвала «Старая Украйна»

## Відзнаки
- Удостоєний звання надвірного радника (в Російській імперії цивільний класний чин до 1745 року VIII класу, пізніше — до VII класу в Табелі про ранги, відповідав армійському чину підполковника, військового старшини у козаків та військово-морському чину капітана II рангу. Офіційне звернення: «Ваше високоблагородіє»).